# Намбудирипад, Эламкулатх Мана Шанкаран
Эламкулатх Мана Шанкаран Намбудирипад (малаял. ഏലംകുളം മനക്യ്കൽ ശങ്കരൻ നമ്പൂതിരിപ്പാട്‌; 13 июня 1909 — 19 марта 1998) — индийский политический деятель, коммунист, теоретик марксизма, писатель
 и историк. По национальности малаяли. Первый главный министр штата Керала, первый главный министр какого-либо штата в Индии, не бывший членом Индийского национального конгресса. Известен проведением крупных земельных и образовательных реформ в Керале, которые впоследствии были продублированы во многих других штатах Индии.

## Биография
Родился в богатой семье брамина, во время учёбы в колледже близко сошёлся с Индийским национальным конгрессом и движением за независимость Индии. В 1934 году стал одним из основателей Социалистической партии Конгресса (социалистического крыла ИНК), став её генеральным секретарём до 1940 года. В 1939 году был избран в законодательное собрание Мадраса. Впоследствии стал одним из основателей Коммунистической партии Индии, что вынудило его на некоторое время уйти в подполье. После раскола партии в 1964 году возглавил Коммунистическую партию Индию (марксистскую), став в 1977 году её генеральным секретарём.
Главным министром штата Керала впервые был избран 5 апреля 1957 года, сразу же развернув реформы в области образования и землепользования; в 1959 году его правительство было отправлено в отставку центральным правительством Индии, но в 1967 году пришёл к власти в этом штате вновь, будучи поддержан коалицией из семи партий, в том числе Мусульманской лигой, пообещав в случае победы создать в штате отдельный мусульманский округ, что и было им сделано. В 1968 году его усилиями был открыт первый в Азии механизированный кокосовый завод. Был лидером оппозиции в законодательном собрании Кералы с 1960 по 1964 и с 1970 по 1977 годы. Его деятельность на посту главного министра штата более всего известна очень серьёзной поддержкой движения за распространение грамотности и децентрализацией власти и ресурсов.
Был автором целого ряда книг и статей, написанных на малаялами и английском. В частности, известен его значительный труд по истории Кералы.